# Angel (PinkPantheress)
Angel è un singolo della cantautrice britannica PinkPantheress, pubblicato il 9 giugno 2023 come secondo estratto dalla colonna sonora del film Barbie.

## Descrizione
Angel è stato descritto dalla critica come un brano bubblegum pop e dance pop con influenze country. Il testo racconta in maniera spensierata e ottimistica un episodio di ghosting subito dalla cantante.

## Formazione
- PinkPantheress – voce, produzione
- Count Baldor – produzione
- BloodPop – produzione
- Jonny Breakwell – missaggio

## Classifiche
| Classifica (2023) | Posizione massima |
| ----------------- | ----------------- |
| Irlanda           | 76                |

## Date di pubblicazione
| Paese  | Data          | Formato                      | Etichetta                     | Nota  |
| ------ | ------------- | ---------------------------- | ----------------------------- | ----- |
| Mondo  | 9 giugno 2023 | Download digitale, streaming | Atlantic, Parlophone, Elektra | [ 6 ] |
| Italia | 9 giugno 2023 | Contemporary hit radio       | Warner Italy                  | [ 7 ] |